# Абхазьке царство
Абха́зьке ца́рство (Абх.Аԥсуа аҳра/Аԥсҳара, груз. აფხაზთა სამეფო) — ранньофеодальна держава, що існувала з 786 по 1008 роки на Південному Кавказі на території сучасної Абхазії. На початку X століття включала всю сучасну Західну Грузію і частину Східної Грузії, в середині X століття — також частину Кахетії та північ Тао-Кларджеті. Столиця — Кутатісі (Кутаїсі), до 806 —  Анакопія. Словосполучення Абхазьке царство характерне тільки для ранніх грузинських джерел, оскільки Візантія вважала Абазгію — Абхазію своїм васальним князівством до X століття.
Найменування «цар абхазів» входило в титулатуру грузинських царів до кінця XII століття.

## Передумови виникнення Абхазького царства
Від початку нашої ери на території сучасної Абхазії існувало державно-політичне утворення абхазького племені абазгів — Абазгія, — залежне спочатку від Римської, а згодом — від Візантійської імперії.
Феодалізація у абхазів, головним чином вільних, проходила повільно. Зберіглося общинне землеволодіння та землекористування. Суспільний лад полонин Абхазії був ще більш архаїчним. Княжа влада спиралася, головним чином, на воїнів-дружинників і на церкву. Абазгія, на відміну від Лазики і Апсілії, майже не постраждала від арабського нашестя, що сприяло подальшому прогресу її господарсько-економічного і культурного розвитку. Однією з найважливіших складових її господарства було відгінне скотарство за наявності розвинутого землеробства. В той же період така сама форма скотарства набула широкого поширення в Візантії. Це дає підставу вважати, що поряд з іншими рисами (кріпосне і храмове будівництво, озброєння, прикраси, почасти кераміка та ін.) та сам уклад абхазького села в момент його вступу в ранньофеодальну стадію розвитку мав уже багато спільного з сусідньою Візантією. За фортифікаційним мистецтвом і церковною архітектурою Абазгія також мало чим відрізнялася від самої Візантії.
Посиленню Абазгії об'єктивно сприяло і традиційне прагнення Візантії убезпечити свій північно-східний кордон: вона використовувала Абазгію як щит від арабських навал і сприяла у VII—VIII століттях включенню в її межі спочатку Апсілії, Місімінії, приморської Лазики, а пізніше і всієї Колхиди. Наприкінці VIII століття увага до регіону з боку адміністрації Візантії значно послабшала, натомість посилився відповідний вплив Хозарського каганату, родичем царя якого був Леон II. Саме хозари були вирішальною силою, яка протиставила Леона II візантійцям, і за цих умов проголошення незалежності Абхазького царства відбулося без будь-яких ускладнень.
Однак невірно вважати, що умови, що виникли наприкінці VIII століття, сприяли повному визволення Абхазії від візантійського впливу. На відміну від Візантії, де, як і в Абхазії, панівною ідеологією було християнство, Хозарія була юдейською країною з сильними язичницькими пережитками. На сході Абхазії протистояли сильні мусульманські державні утворення Східного Закавказзя. Певне значення мали також спільні з Візантійською імперією сухопутні і морські кордони. Збереження переважної економічної, політичної і культурної орієнтації на Візантію простежується протягом усієї двохсотлітньої історії Абхазького царства.

## Політична історія
786 року абазгійський князь Леон ІІ, увійшовши в союз із Хозарським каганатом, проголосив незалежність Абхазії і прийняв титул царя. Заснована Леоном ІІ держава протягом його правління формально вважалася васалом Хазарського каганату. Леон ІІ розширив свої володіння та переніс столицю до міста Кутаїсі. Наприкінці його правління держава охоплювала значну частину території Грузії (Абхазія, Сванеті, Арагветі, Лечкумі (Таквері) і землі навколо Кутаїсі). Експансія Абхазького царства на схід у VIII—X століттях не тільки консервувала суцільний абхазький (абазго-апсілійський) етнічний елемент по всій території між Гагрою і Інгурі, а й сприяла поширенню цього елемента в інших районах Колхіди, Картлі і Месхетії. Згодом це об'єктивно привело до приєднання цих територій. Так був створений щит проти арабських навал.
Наступники Леона ІІ намагалися закріпити владу та вплив у регіоні у боротьбі з Аббасидським халіфатом та Тифліським еміратом. У 820—821 роках вони підтримували невдале повстання Фоми Слов'янина у Візантії. Під час правління царя Георгія І (861—868) до Абхазького царства було приєднано частину Картлі, завдяки чому кордони Абхазького царства наблизилися до контрольованого арабськими намісниками Тбілісі.
Після смерті бездітного Георгія I влада в його царстві на 20 років була узурпована представниками роду Шавліані, в той час як законний спадкоємець абхазького престолу син Деметрія II, Баграт, переховувався в Константинополі. Приблизно 879 року Абхазьке царство тимчасово поступається Картлі вірменському царю Ашоту, а 887 року Баграт, отримавши допомогу візантійського імператора, вбиває узурпатора і, пройшовши маршем до Кутаїсі, без опору опановує батьківським престолом (888—893).
Суперництво за Картлі між Абхазьким і Вірменським царством було продовжено за сина Баграта, Костянтина III (893—922). Він зміцнив свої позиції не тільки в Картлі, але й у Кахеті. У першій половині X століття васалами Абхазького царства стали князівства Кахеті та Гереті на Сході Грузії. За часів Георгія II (922—957) та Леона ІІІ (957—967) влада абхазьких царів поширилася до північної частини Тао-Кларджеті та міста Самшвілде у Нижній Картлі.

Абхазьке царство у 1000 році

Послаблення Абхазького царства за Деметрія (967—975) внаслідок феодальних усобиць призвело до того, що першість у боротьбі за об'єднання Грузії перейшла до Тао-Кларджеті. 978 правлячу династію Анчабадзе було зміщено з престолу. Царем Абхазького царства став Баграт із династії Багратіоні. Підставою для захоплення влади стало споріднення династій Багратіоні і Анчабадзе — Баграт був онуком абхазького царя Георгія ІІ. 1008 року, після смерті батька, царя Картлі Гургена, Баграт успадкував владу. Наслідком цього стало об’єднання Абхазького та Картлійського царств у Грузинське царство і ліквідація Абхазького царства.

## Міжнародне становище
Міжнародне положення Абхазького царства в першій половині X століття можна спостерігати з дипломатичних документів («келевсів») періоду правління Костянтина Багрянородного. Так, абхазького царя Георгія II називають «блискучим ексусіастом», що свідчить про незалежність правителя Абхазії, так само йдеться про його «царську гідність» і фактичне прохання зберегти з візантійцями «дух союзництва і чистоту дружби». Правителі Абхазії, як і Аланії, отримували від візантійського імператора «золоту буллу», печатку вагою в два соліди, а правителі Хазарії і Вірменії — в три. Для порівняння: правителі Київської Русі і Грузії іменувалися просто архонтами без всяких епітетів, тобто вони були рангом нижче, але отримували булли вагою в два соліди.

## Устрій
Політична влада володаря (царя) була заснована на підтримці дружини, християнських священиків та церкви. Спочатку основи політичної влади власника базувалися на демократичних процесах, пов'язаних із обранням володаря «народом» (знаттю та ополченням). Пізніше титул царя стає спадковим. Крім того, в період панування Візантії в регіоні було потрібне визнання статусу царя метрополією. 
Царство було розділено на ериставства – Абазьке, Цхомське, Бедійське, Гурійське, Рача-Лечхумське, Сванетське, Аргеветське та Кутаїське. На чолі еріставств стояли еріставі, що мали широкі повноваження. 

## Суспільство
Суспільно-політичний лад було представлено поєднанням елементів феодалізму та общинного ладу. Це виявлялося насамперед у тому, що зберігалося общинне землекористування та інститути народовладдя. Однак, незважаючи на проникнення в регіон феодальних відносин, повсюдне закріплення земель у власність окремих феодалів поки що не відбулося. 
На чолі стояв цар та знать-феодали, нижче розташовувалися дружинники (аамста) та землероби (ах), що поступово викоремлювалися з великого соціального шару вільних общинників.

## Право
Норми звичаєвого права виступали основними регуляторами громадських відносин. Це стосувалося всіх видів найважливіших відносин - цивільних, сімейних, трудових, адміністративних і кримінальних. При цьому звичаєве право формувалося з урахуванням власних уявлень царя та знаті про значимість правового захисту тих чи інших цінностей. Безперечний вплив на право Абхазького царства справило правова система Візантії.

## Господарство
Основною рисою «гірського феодалізму» в період Абхазького царства було відгінне скотарство. Переважала дрібна рогата худоба — кози та вівці. Землеробство більше було плужним. Вирощували ячмінь, просо, пшеницю, сочевицю. Традиційним промислом залишався збір меду. Господарство в основному було хутірське, як і в давніші часи.
Важливе значення мало ремісниче виробництво (гончарне — за допомогою ножного кола, металообробка — отримання заліза давнім сиродутним способом, ткацтво). Ковалі-ремісники (сокирники, ножарі, зброярі, інструментальники і ін.) вміли локально насталювати залізні вироби, а потім традиційно гартувати в різних гартівних середовищах. Продовжували функціонувати перевальні шляхи від приморських портів (Себастополіс (Діоскурія), Анакопія, Пітиунт (Пицунда) та ін.), звідки йшли купецькі каравани на Північний Кавказ. Населення вело активну торгівлю з іншими грузинськими державами, Близьким Сходом та Середземномор'ям.

## Населення
Етнічний склад Абхазького царства був неоднорідним. У його формуванні, крім абхазів, брали участь мегрели і свани, почасти зиги і алани, а також картвели, які в значній кількості переселялися в східні і південні області Колхиди з Картлі, яку араби піддавали систематичному спустошенню. У приморських містах, особливо в середовищі торгового люду, було багато греків, вірмен, євреїв. Експансія абхазької адміністративної структури на схід у VIII—Х століттях, безумовно, не тільки консервувала суцільний абхазький (абазго-апсілійскій) етнічний елемент по всій території між сучасними Гагрою і Інгурі, а й сприяла значному поширенню цього елемента в інших (центральних, східних і південних ) районах Колхиди, а також в Картлі і Месхеті.
В соціально-політичному плані абхазька знать в цей період почала тісно консолідуватися з грузинською, але обидві групи в цілому продовжували зберігати свої етнічні риси.

## Церковна архітектура
У період Абхазького царства основним типом церковного будівництва стали хрестово-купольні храми з трьома нефами, що з'явилися ще у VII столітті (Алахадзи, Піцунда, Бзибь, Лихни, Псирдзха та ін.). Вони, з одного боку, тісно пов'язані з церквами Трапезунта, а з іншого — Західної Аланії (Архиз, Шоана та ін.). А Леон III додав до цієї групи храмів п’ятинефний Моквскій собор, який за планом нагадує Софію Київську та інші подібні давньоруські храми. Як свідчать літописи, в оформленні Софії Київської брали участь «обези», тобто майстри з Абхазії.
В період Абхазького царства виділяється «абхазько-аланська школа» східновізантійского церковного будівництва. Подібних церковних будівель , навіть в районі Кутаїсі, в інших місцях Абхазького царства не було.

## Мова
До X століття основною мовою ділових документів, церковних актів та офіційного богослужіння залишалася грецька мова. Грузинські написи на території Абхазького царства відомі з кінця X століття.

## Царі Абхазії
Р. Груссе та К. Л. Туманов запропонували декілька хронологій правління абхазьких царів, зокрема IX століття. Нижченаведений список складено на підставі роботи Кристіана Сеттипані з урахуванням останніх розробок.
| Династія Анчабадзе  |                           |
| 786—828             | Леон II                   |
| 828—855             | Феодосій II               |
| 855—864             | Деметрій II               |
| 864—871             | Георгій I                 |
| Династія Шавліані   |                           |
| 871—873             | Іоанн (узурпатор)         |
| 873—882             | Адарнасе (узурпатор)      |
| Династія Анчабадзе  |                           |
| 882—894             | Баграт I                  |
| 894—923             | Костянтин III             |
| 923—957             | Георгій II                |
| 923—930             | Баграт II (співправитель) |
| 957—967             | Леон III                  |
| 967—975             | Деметрій III              |
| 975—978             | Феодосій III Сліпий       |
| Династія Багратіоні |                           |
| 978—1008            | Баграт III                |